# 米屋 (和菓子製造)
米屋株式会社（よねや）は千葉県成田市にある和菓子のメーカーである。キャッチフレーズは「なごみの米屋」。社名は創業者の先祖が江戸時代に米穀店や雑貨店を営んでいたことにちなむ。
1899年（明治32年）に成田山門前町で創業し、羊羹・どら焼き・プリン・ゼリーなどを生産する。

## 沿革
1899年（明治32年）に諸岡長蔵が新勝寺に伝わる精進料理「栗羹」（くりかん）にヒントを得て、地元産の芝栗を羊羹に練り込んで商品化したのが始まりである。店名は諸岡氏の先祖が米屋を営んでいたため、顧客が親しみを込めて「こめや」でなく「よねや」と呼び始めたのが由来である。
- 1899年（明治32年） - 「米屋」を創業
- 1944年（昭和19年） - 太平洋戦争の影響を受け、元日に営業した後営業停止
- 1945年（昭和20年） - 「米屋」を「株式会社米屋本店」に改組[2]
- 1949年（昭和24年） - 営業再開
- 1995年（平成07年） - 米屋観光センターをオープン
- 2002年（平成14年） - 成田羊羹資料館をオープン、お不動様旧跡庭園・不動の大井戸の公開
- 2014年（平成26年） - 川豊、下田康生堂ぱん茶屋、藤倉商店の若手経営者と「成田門前のれん会」を結成[3]。
- 2024年（令和6年）10月1日 - 成田市内にある大谷津運動公園（成田市営大谷津球場など）のネーミングライツを取得し、「なごみの米屋ぴーちゃんフィールド」となった[4]。契約期間は2029年（令和11年）9月までの5年間。

## 特色
手作りの和菓子や最高級の羊羹は米屋総本店に隣接する本社工場で、量産体制の整った羊羹、どら焼き、ぴーなっつ最中などは工業団地内にある第二工場で製造する。原材料のアズキはほぼ北海道産で、ほかの材料も日本国内産を調達するが、クリや寒天の入手が困難になりつつある。
最高級品の羊羹は「宵紫」（よいむらさき）という名前で、十勝産のアズキ、日本産のテングサ、高純度の氷砂糖を使用し、税抜き1万円の高額商品となっている。
米屋が掲げる「なごみ」とは、「心和む味の創造」、「おいしい暮らしの演出」、「人と人、心と心を結ぶ」、「豊かな未来を広げる」という4つの意味が込められており、伝統を守りつつ挑戦を続けるという意志を示すものである。

### 成田羊羹資料館

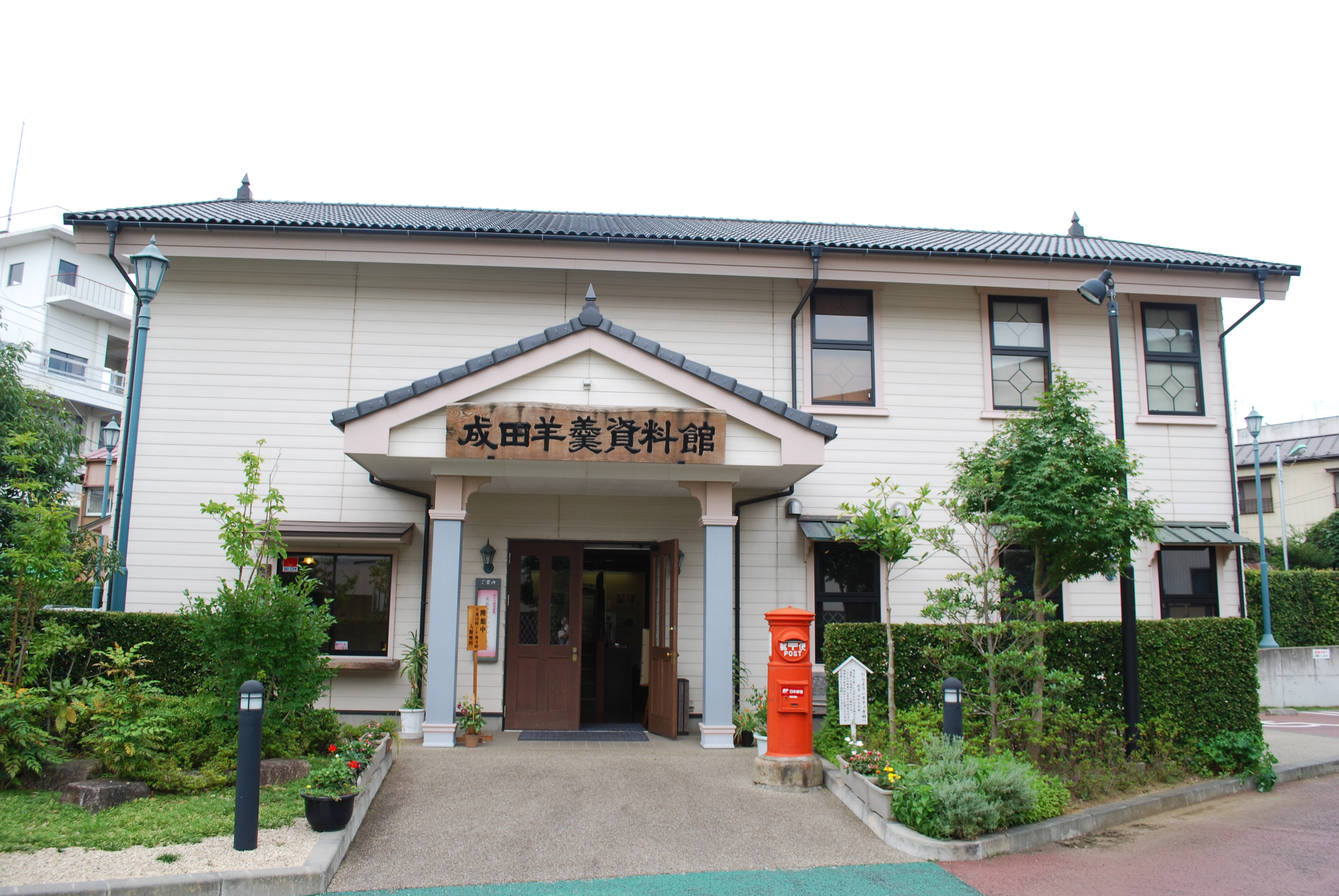
成田羊羹資料館

新勝寺参道沿いの総本店敷地内にある企業博物館。2002年10月21日開館。
2階建ての資料館で、1階では企画展が、2階ではなごみの米屋や羊羹の歴史などを展示しており、「モラロジーコーナー」が設置されている。これは米屋創業者・諸岡長蔵が廣池千九郎の支援者であった事にちなむ。